# آلرژی به لاتکس
آلرژی به لاتکس یا حساسیت به لاتکس (به انگلیسی: Latex allergy) یک اصطلاح پزشکی است که طیف وسیعی از واکنش‌های آلرژیک به پروتئین‌های موجود در لاتکسِ لاستیکِ طبیعی را در بر می‌گیرد. این آلرژی معمولاً پس از قرار گرفتن مکرر در معرض محصولات حاوی لاتکسِ لاستیکِ طبیعی ایجاد می‌شود. هنگامی که دستگاه‌ها یا لوازم پزشکی حاوی لاتکس با غشاهای مخاطی تماس پیدا می‌کنند، ممکن است غشاها، پروتئین‌های لاتکس را جذب کنند. در برخی از افراد مستعد، سیستم ایمنی پادتن‌هایی تولید می‌کند که از نظر ایمنی با این پروتئین‌های آنتی‌ژنی واکنش نشان می‌دهند. بسیاری از وسایل، تمام یا قسمتی از آن، از لاستیک طبیعی ساخته شده‌اند، از جمله زیره کفش، انگشت‌گیر خودکار، کیسه آب گرم، کش، دستکش‌های لاستیکی، کاندوم، پستانک شیشه شیر و بادکنک؛ در نتیجه، بسیاری از راه‌های ممکن برای «قرار گرفتن در معرض» وجود دارد که ممکن است باعث واکنش شود. افراد مبتلا به آلرژی به لاتکس نیز ممکن است واکنش‌های آلرژیک به برخی از میوه‌ها مانند موز داشته باشند یا دچار آن شوند.

## علائم و نشانه‌ها
واکنش‌های آلرژیک به لاتکس از حساسیت مفرط نوع I (جدی‌ترین شکل واکنش)، تا حساسیت مفرط نوع IV متغیر است. سرعت شروع به‌طور مستقیم با درجه آلرژی تناسب دارد: پاسخ‌های نوع I در عرض چند دقیقه پس از قرار گرفتن در معرض لاتکس علائم را نشان می‌دهند، در حالی که پاسخ‌های نوع IV ممکن است ساعت‌ها یا روزها طول بکشد تا ظاهر شوند.
معمولاً آلرژی به لاتکس با کهیر در محل تماس و به دنبال آن رینیت ظاهر می‌شود. شایع‌ترین واکنش فیزیولوژیکی به قرار گرفتن در معرض لاتکس، درماتیت در محل تماس است که جای خود را به درد، خارش و قرمزی می‌دهد. آنژیوادم همچنین یک پاسخ رایج به تماس لاتکسی دهانی، مهبلی یا مقعدی است.
علائم حساسیت شدیدتر شامل کهیرهای موضعی و عمومی، احساس غش یا عذاب قریب‌الوقوع، آنژیوادم، تهوع و استفراغ، درد شکمی، رینیت، اسپاسم برونش و آنافیلاکسی است. پاسخ‌های نوع IV معمولاً شامل قرمزی، تاول (به شکل سفت‌دانه و جوش نوک‌تیز)، خارش و پوسته پوسته شدن در نقطه تماس است. این درماتیت تماسی تحریک‌کننده یک واکنش غیر ایمنی به لاتکس در نظر گرفته می‌شود. درجه واکنش، با طول مدت قرار گرفتنِ در معرض و همچنین دمای پوست، نسبت مستقیم دارد.
در میان افرادی که به لاتکس آلرژی دارند، ۴۰٪ درماتیت تماسی تحریک‌کننده، ۳۳٫۱٪ یک واکنش آلرژیک نوع I، حدود ۲۰٫۴٪ درماتیت تماسی آلرژیک نوع IV و ۶٫۵٪ علائم نوع I و نوع IV را به صورت همزمان تجربه خواهند کرد.

## علت‌ها

### مواجهه شغلی
در مقایسه با جمعیت عمومی، جمعیت‌های شغلی که اغلب از دستکش‌های لاتکس به عنوان محافظ استفاده می‌کنند (مانند متخصصان مراکز مراقبت‌های بهداشتی و کارکنان بیمارستان‌ها)، سطوح نامتناسب بالایی از آلرژی مشاهده می‌شود. کارگران در این محیط‌ها، هم از طریق تماس مستقیم با پوست و هم از طریق پودر هواپخش آلوده دستکش، بادکنک‌های اسباب بازی یا هر ماده لاتکس گرد و غبار شده دیگری در معرض حساسیت زایی لاتکس قرار می‌گیرند. محیط‌های شغلی که در آن کارکنان مرتباً دستکش‌های لاتکس پودری را می‌پوشند و درمی‌آورند، مانند بیمارستان‌ها و سایر مراکز مراقبت‌های بهداشتی، میزان حساسیت زایی لاتکس موجود در هوا و حساسیت بعدی را افزایش می‌دهد. کارکنان بیمارستان به دلیل شیوع لاتکس، نه تنها در دستکش بلکه در تعدادی دیگر از وسایل بیمارستانی مانند رگ‌بند، نوار زخم بندی قابل ارتجاع، آمبوبگ و کاتترهای ادراری در معرض خطر هستند. سایر مشاغلی که در معرض افزایش قرار گرفتن دستکش‌های لاتکس و سایر لوازم هستند و میزان حساسیت یا تحریک لاتکس بالاتری نسبت به جمعیت عمومی دارند، عبارتند از: آرایشگری، پرسنل نگهداری از خانه، کارگران صنعت آذوقه رسانی و تولیدکنندگان در صنعت لاستیک صنعتی.

### قرار گرفتن در معرض لاتکس جایگزین
در حالی که بیشتر واکنش‌های آلرژیک گزارش‌شده به لاتکس، در محیط‌های پزشکی رخ داده‌است، کارکنان بخش غیر درمانی نیز سطوح مشابهی از آنتی‌بادی‌های لاتکس را نشان می‌دهند، که نشان می‌دهد آنها از طریق منابع دیگر، هم در داخل خانه و هم به عنوان بیماران پزشکی، نسبت به لاتکس طبیعی حساس هستند. به‌طور ویژه، افرادی که نگرانی‌های سلامت مزمن دارند که منجر به جراحی‌های مکرر یا نصب کاتتر می‌شود، بیشتر در معرض حساسیت زایی لاتکس قرار می‌گیرند و ممکن است دچار آلرژی شوند. خارج از محیط‌های بیمارستانی، آلرژی به لاتکس ممکن است در ورزشکاران آماتور و حرفه ای ایجاد شود که تجهیزات ورزشی آنها شامل لاستیک طبیعی مانند مایو یا کفش دویدن است. به ویژه توپ‌های بسکتبال لاستیکی ممکن است منجر به درماتیت تماسی در کف دست‌ها و نوک انگشتان شود. حساسیت به لاتکس در ورزشکاران ممکن است با استفاده از ضد دردهای موضعی و سایر عواملی که سد پوستی را کاهش و تماس را افزایش می‌دهند، تسریع شود. همچنین این فرضیه وجود دارد که کودکان خردسال ممکن است به دلیل قرار گرفتن در محیط خانه و مدرسه با اشیایی مانند بادکنک لاستیکی، چکمه، دستکش و اسباب‌بازی، دچار حساسیت به لاتکس شوند.

### مهره‌شکاف
افراد مبتلا به مهره‌شکاف اغلب آلرژی به لاتکس دارند. تا ۶۸٪ از کودکان مبتلا به این بیماری، به لاتکس واکنش نشان می‌دهند.

### حساسیت‌های مرتبط
افرادی که آلرژی به لاتکس دارند نیز ممکن است واکنش آلرژیک به برخی گیاهان و/یا محصولات این گیاهان (مانند میوه‌ها) داشته باشند یا دچار آن شوند. این به عنوان سندرم لاتکس-میوه (latex-fruit syndrome) شناخته می‌شود. میوه‌ها (و دانه‌ها) درگیر در این سندرم عبارتند از: موز، آووکادو، شاه‌بلوط، کیوی، انبه، میوه گل‌ساعتی، انجیر، توت‌فرنگی، پاپایا، سیب، کدوییان، کرفس، سیب‌زمینی، گوجه‌فرنگی، هویج و سویا. پروتئین‌های موجود در این میوه‌ها مشابه پروتئین‌های لاتکس است. دامنه‌های پروتئینی شبه-هوین (Hevein) یک علت احتمالی برای واکنش متقابل حساسیت زایی بین لاتکس و موز یا به‌طور کلی میوه‌ها هستند.
لاتکسِ لاستیک طبیعی حاوی چندین اپیتوپ ساختاری است که بر روی چندین آنزیم مانند اچ‌ئی‌وی بی ۱ (Hev b 1)، اچ‌ئی‌وی بی ۲ (Hev b 2)، اچ‌ئی‌وی بی ۴ (Hev b 4)،اچ‌ئی‌وی بی ۵ (Hev b 5) و اچ‌ئی‌وی بی ۶٫۰۲ (Hev b 6.02) قرار دارد.
فیت‌کیت (FITkit) یک روش تست حساسیت زایی لاتکس، برای تعیین کمیت حساسیت زایی‌های خاص لاتکس لاستیک طبیعی (NRL) است: اچ‌ئی‌وی بی ۱ (Hev b 1)، اچ‌ئی‌وی بی ۳ (Hev b 3)، اچ‌ئی‌وی بی ۵ (Hev b 5) و اچ‌ئی‌وی بی ۶٫۰۲ (Hev b 6.02).

## پیش‌گیری
مؤثرترین شکل پیشگیری اولیه نسبت به ایجاد حساسیت به لاتکس، محدود کردن یا اجتناب کامل از تماس با لاتکس است، به ویژه در میان کودکان دارای عوامل خطر مانند مهره‌شکاف. محدودیت استفاده از دستکش لاتکس پودری در محیط‌های بیمارستانی همچنین یک استراتژی پیشگیری اولیه مؤثر در میان کارکنان مراقبت‌های بهداشتی بزرگسالان، و به عنوان پیشگیری ثانویه برای افراد حساس به اثبات رسیده‌است.

## همه‌گیرشناسی
آلرژی به لاتکس، حداقل در مقایسه با گروه‌های پرخطر مانند کارکنان بیمارستان و بیماران مهره‌شکاف، در جمعیت عمومی غیرمعمول است. برآوردها حاکی از شیوع جهانی حدود ۴٫۳٪ در میان جمعیت عمومی است. بین ۱ تا ۶ درصد از جمعیت عمومی در ایالات متحده آمریکا، آلرژی به لاتکس دارند؛ سنجش سطح آنتی‌بادی در خون نشان می‌دهد که ۲٫۷ میلیون تا ۱۶ میلیون آمریکایی تحت تأثیر نوعی حساسیت به لاتکس هستند. احتمال آلرژی به لاتکس در زنان تقریباً سه برابر مردان است. عوامل خطر احتمالی برای جمعیت زنان، شامل افزایش اشتغال در مشاغل پرخطر و افزایش ترشح هیستامین ناشی از هورمون‌های زنانه است.

## جایگزین‌ها
جایگزین‌های لاتکس عبارتند از:
- لاستیک‌های مصنوعی (مانند اسپندکس، نئوپرین، نیتریل) و لاتکس پلی‌ایزوپرن سنتز شده مصنوعی، که حاوی پروتئین‌های درخت کائوچو نیستند.[۴۷]
- محصولات ساخته شده از امولسیون‌های لاستیک طبیعی گوایول (Guayule)، که همچنین حاوی پروتئین درخت کائوچو نیستند و در افراد حساس به پروتئین هیوا (Hevea) باعث ایجاد حساسیت نمی‌شوند.[۲۶][۴۸][۴۹]
- مواد جایگزین مانند لاستیکِ طبیعیِ لاتکس وایتکس (Vytex Natural Rubber Latex) که قرار گرفتن در معرض حساسیت زایی لاتکس را کاهش می‌دهد، در حالی که در غیر این صورت خواص لاستیک طبیعی را حفظ می‌کند؛ این مواد با استفاده از عملیات شیمیایی برای کاهش میزان پروتئین‌های آنتی‌ژنی در لاتکس هیوا (Hevea) ساخته می‌شوند.
- پلی‌اورتان.

اولین کاندوم پلی‌اورتان که برای افراد مبتلا به آلرژی به لاتکس طراحی شده بود، در سال ۱۹۹۴ تولید شد.
برخی از افراد آنقدر حساس هستند که ممکن است هنوز نسبت به محصولات جایگزین ساخته شده از مواد جایگزین واکنش نشان دهند. این مورد می‌تواند زمانی اتفاق بیفتد که محصولات جایگزین، در همان کارخانه تولید شوند که محصولات حاوی لاتکس تولید می‌شوند و مقادیر کمی از لاتکسِ لاستیکِ طبیعی بر روی محصولات غیر لاتکس باقی مانده باشد.